# Bernard Gazteluzar
Bernard Gazteluzar (Ziburu, Lapurdi 12 de març de 1619, Pau 15 d'abril de 1701) va ser un escriptor basc jesuïta en èuscar.

## Obres
- Eguia catholicac (Veritats catòliques): Poesia didàctica.
- Salvamendu eternalaren eguiteco necessario direnac (Coses necessàries per aconseguir la salvació eterna).